# 柳本理乃
柳本 理乃（やなぎもと・りの、2000年12月13日 - ）は、日本のフリースタイルスキー選手（モーグル）である。

## 経歴
愛知県津島市出身。津島市立東小学校、津島市立藤浪中学校、清林館高等学校、愛知工業大学卒業。両親がモーグルスキー愛好者で、その影響を受ける形で小学校からモーグルスキーをやるようになり、小学校5年の時に初の対外大会として「第20回東京都モーグル競技会（B級公認）」に出場した記録が存在する。小学校時代から国内大会に出場し続け、好成績を残してきたが、全国規模の公式競技大会では高校2年次で出場した「第73回国民体育大会冬季大会スキー競技」（新潟県妙高市）フリースタイル種目が初優勝となった。高校3年次の2018/2019シーズンにて国際スキー・スノーボード連盟（FIS）の「FIS FREESTYLE SKI WORLD CUP」第7戦田沢湖大会（秋田県仙北市・ たざわ湖スキー場）に出場し、ワールドカップデビューを果たす（23位）。愛知工業大学在学中の2022/23シーズン終盤に開催された「2023年FIS世界フリースタイルスキー・スノーボード選手権大会」（ジョージア・バクリアニ）日本代表に選出され、女子シングルモーグル4位、デュアルモーグル7位といずれも日本チーム最高成績を収めた。2023年4月に大学を卒業し、愛知ダイハツ所属選手として競技を続ける。2023/24シーズンの「FIS FREESTYLE SKI WORLD CUP」第2戦（スウェーデン・イドレ）ではシングルモーグル・デュアルモーグル共に2位に入り、ワールドカップ初の表彰台に登攀した。